# Nastro d'argento al miglior produttore
Il Nastro d'argento al miglior produttore è un riconoscimento cinematografico italiano assegnato annualmente dal Sindacato nazionale giornalisti cinematografici italiani a partire dal 1954.

## Albo d'oro
I vincitori sono indicati in grassetto, a seguire gli altri candidati.

### Anni 1954-1959
- 1954: PEG Film e Cite Film - I vitelloni
- 1955: Carlo Ponti e Dino De Laurentiis - La strada
- 1956: Cines - Amici per la pelle
- 1957: ENIC e Ponti-De Laurentiis - Il ferroviere
  - Ponti-De Laurentiis - Guerra e pace
  - De Sica Produzione e Titanus - Il tetto
- 1958: Dino De Laurentiis - Le notti di Cabiria
- 1959: Franco Cristaldi - La sfida, I soliti ignoti e L'uomo di paglia
  - Goffredo Lombardo - La maja desnuda
  - Dino De Laurentiis - La tempesta

### Anni 1960-1969
- 1960: Goffredo Lombardo - per il complesso della produzione
  - Moris Ergas - Il generale Della Rovere
  - Dino De Laurentiis - La grande guerra
- 1961: Dino De Laurentiis - per il complesso della produzione
  - Angelo Rizzoli e Giuseppe Amato - La dolce vita
  - Goffredo Lombardo - Rocco e i suoi fratelli
- 1962: Alfredo Bini - per il complesso della produzione
  - Goffredo Lombardo - per il complesso della produzione
  - Franco Cristaldi - per il complesso della produzione
- 1963: Goffredo Lombardo - per il complesso della sua produzione
  - Alfredo Bini - per il complesso della sua produzione
  - Franco Cristaldi - Salvatore Giuliano
- 1964: Angelo Rizzoli - 8½
  - Lionello Santi - Le mani sulla città
  - Franco Cristaldi - I compagni
- 1965: Franco Cristaldi - per il complesso dei film
  - Carlo Ponti - Matrimonio all'italiana
  - Alfredo Bini - Il Vangelo secondo Matteo
- 1966: Marco Vicario - Sette uomini d'oro
  - Enzo Doria - I pugni in tasca
- 1967: Antonio Musu - La battaglia di Algeri
  - Dino De Laurentiis - La Bibbia
  - Mario Cecchi Gori - L'armata Brancaleone
- 1968: Alfredo Bini - Edipo re
  - Ager Film - I sovversivi
- 1969: Ermanno Donati e Luigi Carpentieri - Il giorno della civetta

### Anni 1970-1979
- 1970: Alberto Grimaldi - per il complesso della produzione
- 1971: Silvio Clementelli - Gott mit uns (Dio è con noi)
- 1972: Mario Cecchi Gori - per il complesso della produzione
- 1973: Alberto Grimaldi - per il complesso della produzione
- 1974: Franco Cristaldi - per il complesso della produzione
- 1975: Rusconi Film - Gruppo di famiglia in un interno
- 1976: Andrea Rizzoli - Amici miei
- 1977: Edmondo Amati - per il complesso della sua produzione
- 1978: Rai - per il complesso della produzione
- 1979: Rai - per il complesso della produzione

### Anni 1980-1989
- 1980: Franco Cristaldi e Nicola Carraro della Vides Cinematografica - per il complesso della produzione
- 1981: Fulvio Lucisano e Mauro Berardi - Ricomincio da tre
- 1982: Mario e Vittorio Cecchi Gori - per il complesso della produzione
- 1983: Rai - per il complesso della produzione
  - Renzo Rossellini
- 1984: Gianni Minervini - Mi manda Picone
- 1985: Fulvio Lucisano - per il complesso della produzione
- 1986: Fulvio Lucisano - per il complesso della produzione
  - Mario e Vittorio Cecchi Gori - per il complesso della produzione
  - Achille Manzotti - La messa è finita
  - Alberto Grimaldi - Ginger e Fred
- 1987: Franco Committeri - La famiglia
  - Franco Cristaldi - Il nome della rosa
  - Rai - per il complesso della produzione
- 1988: Angelo Barbagallo e Nanni Moretti
- 1989: Mario e Vittorio Cecchi Gori - per il complesso della produzione

### Anni 1990-1999
- 1990: Claudio Bonivento - Mery per sempre
- 1991: Mario e Vittorio Cecchi Gori - per il complesso della produzione
  - Domenico Procacci - La stazione
  - Angelo Rizzoli - per il complesso della produzione
  - Giovanni Di Clemente - Il male oscuro
  - Claudio Bonivento - per il complesso della produzione
- 1992: Nanni Moretti ed Angelo Barbagallo - Il portaborse
- 1993: Angelo Rizzoli - per il complesso della produzione
- 1994: Fulvio Lucisano, Leo Pescarolo e Guido De Laurentiis - Il grande cocomero
  - Nanni Moretti ed Angelo Barbagallo - Caro diario
  - Aurelio De Laurentiis e Luigi De Laurentiis - Per amore, solo per amore
  - Giovanni Bertolucci - Dove siete? Io sono qui
  - Elda Ferri - Jona che visse nella balena
- 1995: Mario e Vittorio Cecchi Gori - per il complesso della produzione
  - Marco Valsania e Marco Poccioni - Senza pelle
  - Maurizio Tedesco - Il giudice ragazzino
  - Tommaso Dazzi - Barnabo delle montagne
  - Fulvio Lucisano e Leo Pescarolo - Con gli occhi chiusi
- 1996: Nanni Moretti ed Angelo Barbagallo - La seconda volta
  - Gianluca Arcopinto - Nella mischia
  - Giovanni Molino ed Antonio Caratozzolo - Il verificatore
  - Andrea Occhipinti, Angelo Curti e Kermit Smith - L'amore molesto
  - Domenico Procacci - Come due coccodrilli
- 1997: Antonio Avati, Pupi Avati ed Aurelio De Laurentiis - Festival
  - Laurentina Guidotti e Francesco Ranieri Martinotti - Cresceranno i carciofi a Mimongo
  - Maurizio Tini - La mia generazione
  - Francesco Torelli - I magi randagi
- 1998: Marco Risi e Maurizio Tedesco - Il bagno turco (Hamam)
  - Loes Kamsteeg e Donatella Palermo - Tano da morire
  - Domenico Procacci - Le mani forti
  - Gianluca Arcopinto - Il caricatore
  - Vittorio Cecchi Gori, Maurizio Totti e Rita Rusić - Nirvana
- 1999: Medusa Film - La leggenda del pianista sull'oceano ed I giardini dell'Eden
  - Fandango - Radiofreccia
  - Sorpasso Film - L'odore della notte
  - Lucky Red e Teatri Uniti - Teatro di guerra
  - Cecchi Gori Group Tiger Cinematografica - Così ridevano

### Anni 2000-2009
- 2000: Giuseppe Tornatore - Il manoscritto del Principe
  - Valerio Bariletti, Umberto Massa e Alessandro Piva - LaCapaGira
  - Domenico Procacci - Come te nessuno mai
  - Amedeo Pagani - Garage Olimpo
  - Tilde Corsi e Gianni Romoli - Harem Suare
- 2001: Tilde Corsi e Gianni Romoli - Le fate ignoranti e Kippur
  - Angelo Barbagallo e Nanni Moretti - La stanza del figlio
  - Fabrizio Mosca - I cento passi
  - Domenico Procacci - Il partigiano Johnny e L'ultimo bacio
  - Pasquale Scimeca - Placido Rizzotto
- 2002: Domenico Procacci (Fandango) - per il complesso delle produzioni dell'anno
  - Albachiara - Brucio nel vento e Luce dei miei occhi
  - Gianluca Arcopinto, Andrea Occhipinti ed Amedeo Pagani - Incantesimo napoletano
  - Marco Chimenz, Giovanni Stabilini e Riccardo Tozzi (Cattleya) - per il complesso delle produzioni dell'anno
  - Andrea De Liberato - Luna rossa
- 2003: Fandango - L'imbalsamatore, Ricordati di me e Velocità massima
  - Cattleya - El Alamein - La linea del fuoco, Il gioco di Ripley (Ripley's Game), Io non ho paura e Un viaggio chiamato amore
  - Kubla Khan - Pater familias
  - Melampo Cinematografica - Pinocchio
  - R&C Produzioni - La finestra di fronte
- 2004: Angelo Barbagallo - La meglio gioventù
  - Gianluca Arcopinto ed Andrea Occhipinti - Ballo a tre passi
  - Roberto Cicutto e Luigi Musini - Cantando dietro i paraventi
  - Domenico Procacci - Segreti di Stato, Ora o mai più, Liberi e B.B. e il cormorano
  - Marco Risi e Maurizio Tedesco - Bell'amico
- 2005: Aurelio De Laurentiis (Filmauro) - Che ne sarà di noi e Tutto in quella notte
  - Donatella Botti (Bianca Film) - Mi piace lavorare (Mobbing) e L'amore ritorna
  - Marco Chimenz, Giovanni Stabilini e Riccardo Tozzi (Cattleya) - Non ti muovere e Tre metri sopra il cielo
  - Enzo Porcelli (Achab Film) - Le chiavi di casa
  - Domenico Procacci (Fandango) - Primo amore, Le conseguenze dell'amore e Lavorare con lentezza
- 2006: Marco Chimenz, Giovanni Stabilini e Riccardo Tozzi (Cattleya) - La bestia nel cuore (con Rai Cinema e Sky), Romanzo criminale (con Warner Bros.) e Quando sei nato non puoi più nasconderti (con Rai Cinema)
  - Antonio Avati (Duea Film) con Rai Cinema - Ma quando arrivano le ragazze? e La seconda notte di nozze
  - Aurelio De Laurentiis (Filmauro) - Manuale d'amore
  - Daniele Mazzocca, Cristiano Bortone e Gianluca Arcopinto (Orisa produzioni) - Saimir
  - Marco Poccioni e Marco Valsania (Rodeo Drive) con Rai Cinema - La febbre
- 2007: Angelo Barbagallo e Nanni Moretti (Sacher Film) - Il caimano
  - Donatella Botti (Bianca Film) con Rai Cinema - L'aria salata
  - Marco Chimenz, Giovanni Stabilini e Riccardo Tozzi (Cattleya) - Ho voglia di te, La stella che non c'è e Lezioni di volo
  - Francesca Cima e Nicola Giuliano (Indigo Film) - Apnea e con Fandango e Medusa Film - La guerra di Mario
  - Aurelio De Laurentiis (Filmauro) - Il mio miglior nemico, Natale a New York e Manuale d'amore 2 - Capitoli successivi
  - Fulvio e Federica Lucisano (IIF) e Giannandrea Pecorelli (Aurora Film) con Rai Cinema - Notte prima degli esami e Notte prima degli esami - Oggi
- 2008: Domenico Procacci (Fandango) per il complesso della produzione dell'annata
  - Marco Chimenz, Marco Stabilini e Riccardo Tozzi (Cattleya) per il complesso della produzione dell'annata
  - Lionello Cerri (Lumière & co) - Giorni e nuvole e Biùtiful cauntri
  - Elda Ferri (Jean Vigo) - I Viceré e I demoni di San Pietroburgo
  - Francesca Cima e Nicola Giuliano (Indigo Film) - La ragazza del lago
- 2009: Francesca Cima e Nicola Giuliano (Indigo Film), Andrea Occhipinti (Lucky Red), Maurizio Coppolecchia (Parco Film), Fabio Conversi (Babe Films) - Il divo
  - Pupi Avati e Antonio Avati - Il papà di Giovanna e Gli amici del bar Margherita
  - Angelo Barbagallo e Gianluca Curti - Fortapàsc
  - Marco Chimenz, Giovanni Stabilini, Riccardo Tozzi - Diverso da chi?, Due partite, Questione di cuore, Solo un padre
  - Angelo Rizzoli - Si può fare

### Anni 2010-2019
- 2010: Simone Bachini e Giorgio Diritti (Arancia Film con Rai Cinema) - L'uomo che verrà
  - Csc, Rai Cinema - Dieci inverni
  - Andrea Occhipinti - La prima linea
  - Domenico Procacci (Fandango) per le produzioni dell'anno
  - Riccardo Tozzi, Marco Chimenz, Giovanni Stabilini (Cattleya) con Rai Cinema - La nostra vita
- 2011: Nanni Moretti e Domenico Procacci – Habemus Papam
  - Tilde Corsi, Gianni Romoli e Claudio Bonivento in collaborazione con RAI Cinema – 20 sigarette
  - Medusa Film e Cattleya – Benvenuti al Sud
  - Fabrizio Mosca – Una vita tranquilla e Into Paradiso
  - Pietro Valsecchi – Che bella giornata
- 2012: Domenico Procacci - Diaz - Don't Clean Up This Blood
  - Riccardo Tozzi, Giovanni Stabilini e Marco Chimenz con Rai Cinema - Romanzo di una strage
  - Elda Ferri e Milena Canonero - Un giorno questo dolore ti sarà utile (Someday This Pain Will Be Useful to You)
  - Nicola Giuliano, Andrea Occhipinti e Francesca Cima con Medusa Film - This Must Be the Place
  - Dario Formisano, Gaetano Di Vaio e Gianluca Curti - Là-bas - Educazione criminale
- 2013: Isabella Cocuzza ed Arturo Paglia - La migliore offerta
  - Simone Bachini, Giorgio Diritti, Lionello Cerri in collaborazione con Valerio De Paolis - Un giorno devi andare
  - Angelo Barbagallo - Viva la libertà
  - Donatella Botti - Il rosso e il blu e Viaggio sola
  - Nicola Giuliano e Francesca Cima - La grande bellezza
  - Riccardo Scamarcio e Viola Prestieri - Miele
- 2014: Domenico Procacci e Matteo Rovere - Smetto quando voglio
  - Fabrizio Donvito, Benedetto Habib e Marco Cohen - Il capitale umano
  - Mario Gianani e Lorenzo Mieli - Incompresa e La mafia uccide solo d'estate
  - Carlo Cresto-Dina - Le meraviglie
  - Massimo Cristaldi e Fabrizio Mosca - Salvo
- 2015: Luigi e Olivia Musini - Anime nere, Torneranno i prati e Last Summer
  - Domenico Procacci e Nanni Moretti - Mia madre
  - Fulvio e Federica Lucisano - Noi e la Giulia e Scusate se esisto!
  - Lorenzo Mieli e Mario Gianani - Hungry Hearts e Se Dio vuole
  - Nicola Giuliano, Francesca Cima e Carlotta Calori - Il ragazzo invisibile e Youth - La giovinezza
- 2016: Pietro Valsecchi - Quo vado?, Chiamatemi Francesco - Il Papa della gente e Non essere cattivo
  - Marco Belardi - La pazza gioia e Perfetti sconosciuti
  - Fabrizio Donvito, Benedetto Habib e Marco Cohen - Alaska e Un posto sicuro
  - Nicola Giuliano, Francesca Cima e Carlotta Calori - Io e lei e Un bacio
  - Gabriele Mainetti - Lo chiamavano Jeeg Robot
- 2017: Attilio De Razza e Pierpaolo Verga - Indivisibili, Attilio De Razza - L'ora legale
  - Beppe Caschetto - Fai bei sogni e Tutto quello che vuoi
  - Gaetano Di Vaio e Gianluca Curti - Falchi
  - Beppe Caschetto e Rita Rognoni - Fiore
  - Nicola Giuliano, Francesca Cima, Carlotta Calori e Viola Prestieri - Fortunata
  - Claudio Bonivento - Il permesso - 48 ore fuori
  - Nicola Giuliano, Francesca Cima, Carlotta Calori e Massimo Cristaldi - Sicilian Ghost Story
- 2018: Archimede, Rai Cinema: Matteo Garrone e Paolo Del Brocco - Dogman
  - Indigo Film: Nicola Giuliano, Francesca Cima, Carlotta Calori e Viola Prestieri - Loro e Il ragazzo invisibile - Seconda generazione
  - Lotus Production, Leone Film Group, Rai Cinema: Marco Belardi - A casa tutti bene e Hotel Gagarin
  - Lotus Production, Medusa Film: Giampaolo Letta - The Place
  - Madeleine, Rai Cinema: Carlo Macchitella e Manetti Bros. - Ammore e malavita
  - Pepito Produzioni, Rai Cinema: Agostino Saccà, Maria Grazia Saccà e Giuseppe Saccà - La terra dell'abbastanza
  - Pepito Produzioni, Achab Film, Gran Torino Productions: Agostino Saccà, Maria Grazia Saccà e Giuseppe Saccà - Dove non ho mai abitato
  - Vivo Film, Rai Cinema: Marta Donzelli e Gregorio Paonessa - Nico, 1988
  - Vivo Film, Colorado Film, Rai Cinema: Marta Donzelli e Gregorio Paonessa - Figlia mia
- 2019: Groenlandia in collaborazione con Rai Cinema e 3 Marys Entertainment - Il primo re, Il campione
  - Bibi Film in collaborazione con Rai Cinema - Ricordi?, Una storia senza nome, Lo spietato
  - IBC Movie, Kavac Film in collaborazione con Rai Cinema - Il traditore
  - Indigo Film in collaborazione con Rai Cinema - Capri-Revolution, Euforia
  - Palomar in collaborazione con Sky Cinema, Vision Distribution e TIMvision - La paranza dei bambini

### Anni 2020-2029
- 2020: Agostino Saccà, Giuseppe Saccà, Maria Grazia Saccà, Rai Cinema e Vision Distribution - Favolacce e Hammamet
  - Marco Belardi, Lotus Production e Paolo Del Brocco, Rai Cinema, 3 Marys Ent. - Gli anni più belli
  - Attilio De Razza di Tramp Limited, Giampaolo Letta di Medusa Film - Il primo Natale
  - Luca Barbareschi (Eliseo Cinema), Paolo Del Brocco (Rai Cinema) - L'ufficiale e la spia
  - Matteo Garrone (Archimede Film), Paolo Del Brocco (Rai Cinema) - Pinocchio